# كولاجين متحلل
الكولاجين المتحلل هو شكل من أشكال  الكولاجين ويشار إليه أيضًا  كهيدروليسات الكولاجين والجيلاتين والجيلاتين المتحلل وهيدروليسات الجيلاتين وببتيدات الكولاجين.

## الإنتاج
ينتج الكولاجين التحلل من الكولاجين الموجود في العظام والجلد والأنسجة الضامة للحيوانات. تشمل عملية التحلل المائي للكولاجين كسر الروابط الجزيئية بين شرائط الكولاجين والببتيدات باستخدام الوسائل الفيزيائية والكيميائية والبيولوجية. يتم وضع الجلود في حفرة الجير الطيني لمدة ثلاثة شهور في الكولاجين الناتج من الجلد (كولاجين النوع الأول)، لإضعاف روابط جزيئات الكولاجين؛ ثم تغسل الجلود بعد ذلك لإزالة الجير ويُستخرج الكولاجين من الماء المغلي.يتم تجميع وتبخير هذا الكولاجين ثم يجفف ويُسحق.

## الخصائص
يتسبب التحلل المائي إلى اختزال بروتينات الكولاجين إل حوالي 300,000 Da من الببتيدات الصغيرة.وبالاعتماد على تلك العملية، تكتسب الببتيدات مدىً واسع من الوزن الجزيئي والذي يرتبط  بطرق التمسخ الفيزيائية والكيميائية. 

### محتوى الأحماض الأمينية
يحتوي الكولاجين المتحلل على نفس محتوى  الأحماض الأمينية للكولاجين. ويحتوي الكولاجين المتحلل على 19 حمض أميني أبرزهم  الجلايسين و البرولين و الهيدروكسي برولين أولتي تمثل معًا حوالي 50 ٪ من إجمالي محتوى الأحماض الأمينية.
| الأحماض الأمينية                     | النسبة المئوية |
| ------------------------------------ | -------------- |
| البرولين/هيدروكسي برولين             | 25%            |
| الجلايسين                            | 20%            |
| حمض الجلوتاميك                       | 11%            |
| أرجينين                              | 8%             |
| الألانين                             | 8%             |
| الأحماض الأمينية الأساسية الأخرى     | 16%            |
| الأحماض الأمينية غير الأساسية الأخرى | 12%            |

## البحث

### محتوى الأحماض الأمينية
يحتوي الكولاجين المتحلل على 8 من أصل 9 أحماض أمينية أساسية  بما في ذلك الجليسين والأرجنين واثنين من المركبات الأولية  للأحماض الأمينية  اللازمة للاصطناع الحيوي  للكرياتين. بيد أنه لا يحتوي على التربتوفان ويفتقر إلى الإيزوليوسين  والثريونين  و الميثيونين.

### الهضم
تم الكشف عن  التوافر الحيوي للكولاجين المتحلل في الفئران في دراسة أجريت في عام 1999؛ إذ تم إعطائها نظير الكربون والكولاجين المتحلل 14C hydrolyzed collagen  وهُضم أكثر من 90% منها في غضون 6 ساعات، مع تراكم كميات قابلة للقياس في الغضروف والجلد. وجدت إحدى الدراسات التي أجريت عام 2005  على البشر أنه يتم امتصاص الكولاجين المتحلل في الدم مثل  الببتيدات الصغيرة.

### التأثير على الجلد
قد يؤثر تناول الكولاجين المتحلل على الجلد عن طريق زيادة كثافة لييفات الكولاجين و الخلايا الليفية اليافعة، وبالتالي تحفيز إنتاج الكولاجين. وقد اقترح استنادًا على دراسات الفئران المخبرية، أن ببتيدات الكولاجين المتحلل  لها خواص جاذبة كيميائيًا للخلايا الليفية اليافعة أو تؤثر على نمو تلك الخلايا الليفية.

### التأثيرات على المفاصل والعظام
تقرر بعض الدراسات السريرية أن تناول الكولاجين المتحلل عن طريق الفم يقلل من آلام المفاصل ، ويحصل على أقصى استفادة أولئك الذين يعانون من أشد الأعراض. يحتمل أن يكون هذا التأثير المفيد نتيجة تراكم الكولاجين المتحلل في الغضروف وتحفيز إنتاج الكولاجين من قبل الخلايا الغضروفية أو  الغضاريف. وقد أظهرت العديد من الدراسات أن الاستهلاك اليومي للكولاجين المتحلل يزيد من كثافة كتلة العظام في الفئران. ويبدو أن ببتيدات الكولاجين المتحلل تحفز تكوين الخلايا البانية للعظام -وهي الخلايا المسؤولة عن تكوين  العظام- على   الخلايا الآكلة للعظام (الخلايا التي تدمر العظام).
غير أن التجارب السريرية قد أسفرت عن نتائج متباينة. خلصت  هيئة سلامة الأغذية الأوروبية للمنتجات الغذائية والتغذية والحساسية في عام 2011 إلى أنه «لم يتم إثبات علاقة سببية بين تناول هيدروليسات الكولاجين وصحة المفاصل». أفادت أربع دراسات أخرى فوائد الكولاجين المتحلل دون أي آثار جانبية؛ ومع ذلك، لم تكن الدراسات  واسعة وتحتاج إلى مزيد من الدراسات المتحكم فيها. وجدت دراسة واحدة أن تناول الكولاجين المتحلل عن طريق الفم فقط يحسن الأعراض في أقلية من المرضى وذكرت الغثيان كأثر جانبي. ذكرت دراسة أخرى عدم وجود أي  تحسن في في المرضى الذين يعانون من التهاب المفاصل الروماتويدي. وجدت دراسة أخرى أن استخدام الكولاجين في العلاج قد يسبب تفاقم أعراض  التهاب المفاصل.

### مخاوف تتعلق بالسلامة
يُصنع الكولاجين المتحلل من منتجات الحيوانات الثانوية في صناعة اللحوم، بما في ذلك الجلد والعظام والأنسجة الضامة مثل الجيلاتين.
تراقب إدارة الغذاء والدواء (بالولايات المتحدة) (FDA) ، بدعم من TSE ( اللجنة الاستشارية لاعتلال الدماغ الإسفنجي المعدي) منذ عام 1997 المخاطر المحتملة لانتقال الأمراض الحيوانية، وخاصة اعتلال الدماغ الإسفنجي البقري (BSE) وخلصت إحدى دراسات إدارة الغذاء والدواء إلى: «...بعض الخطوات مثل الحرارة والعلاج بالقلوية و الترشيح يمكن أن تكون فعالة في خفض مستوى مسببات اعتلال الدماغ الإسفنجي المعدي؛  إلا أن الأدلة العلمية غير كافية في هذا الوقت لإثبات أن هذه العلاجات فعالة في إزالة مسببات  اعتلال الدماغ الإسفنجي البقري إذا كانت موجودة في المصدر.»

## مستحضرات التجميل
يتواجد الكولاجين المتحلل في مستحضرات التجميل كالكريمات الموضعية بوصفه منتج نسيج بلسم ومرطب.